# Jörn Klare
Jörn Klare (geboren 1965 in Hohenlimburg) ist ein deutscher Journalist, Buchautor und Dramatiker.

## Leben
Klare wuchs in Hagen-Hohenlimburg auf und studierte Psychologie und Theaterwissenschaft an der FU Berlin und der Hochschule der Künste Berlin. Als freier Autor schrieb er für diverse Printmedien wie Die Zeit oder Süddeutsche Zeitung. Für seine Radio-Features Der Weltgerechtigkeitsbasar und Herr Meyer fährt jetzt fern erhielt er jeweils 2008 und 2012 den Robert-Geisendörfer-Preis der EKD. 2010 kam sein Buch Was bin ich wert? Eine Preisermittlung heraus. Es recherchiert weltweit so unterschiedliche Facetten des Themas wie Echthaar, Adoptivkinder oder kriminellem Organhandel. Daraus entstand der 2014 erschienene gleichnamige Dokumentarfilm von Peter Scharf. Aufsehen erregte 2012 sein Suhrkamp-Buch Als meine Mutter ihre Küche nicht mehr fand. Vom Wert des Lebens mit Demenz. Klare habe ein „anrührendes, informatives und trotz der eigenen Ratlosigkeit hilfreiches Buch geschrieben“, urteilte die Rezensentin Annette Langer im Spiegel. Klare führt darin nicht nur 13 Interviews mit Fachleuten, sondern ermöglicht mit Abschriften alter Tonbandaufzeichnungen das frühere Leben der Mutter mitzudenken. Seine erste Theater-Uraufführung erlebte er im Januar 2015 mit dem Dialog Du sollst den Wald nicht vor dem Hasen loben am Staatstheater Karlsruhe. „Klare“, schrieb dazu Tobias Becker im Spiegel, „geht es um das Drama, dass es bedeutet, wenn ein Mensch geht – und man dem Menschen beim Gehen zuschauen muss.“ Im März 2016 kam beim Ullstein Verlag Nach Hause gehen: Eine Heimatsuche heraus. Klare ging an 31 Tagen 600 Kilometer zu Fuß in seine Ursprungsheimat Hohenlimburg zurück. Das daraus entstandene Buch gibt essayistisch Eindrücke, Gespräche und Reflexionen des Autors zum Thema „Heimat“ wieder. 2017 wurde sein Monolog Melken in der Inszenierung von Hasko Weber zu den Autorentheatertagen am Deutschen Theater Berlin eingeladen.
Der Autor lebt mit seiner Ehefrau und zwei Töchtern in Berlin. Sein Bruder ist der Musiker und Komponist Jan Klare.

## Werke
Bücher
- Nach Hause gehen: Eine Heimatsuche. Ullstein, Berlin 2016, ISBN 978-3-550-08113-2.
- Als meine Mutter ihre Küche nicht mehr fand. Suhrkamp, Berlin 2012, ISBN 978-3-518-46401-4.
- Was bin ich wert? Eine Preisermittlung. Suhrkamp, Berlin 2010, ISBN 978-3-518-46168-6.

Hörspiel
- Hahnenklee / NDR 2019

Hörfunkfeatures (Auswahl)
- Bin ich überflüssig? – Oder: Wie ich versuchte, die Arbeit an diesem Feature künstlicher Intelligenz zu überlassen. / NDR 2024
- „Wenn du mehr hast, als du brauchst…“ – Eine Weihnachtsgeschichte aus Unna / DEUTSCHLANDFUNK 2023
- Der Grenzläufer – Ein Leben an der Grenze der Gesellschaft / DEUTSCHLANDFUNK KULTUR 2023
- Die anderen Versionen der Welt – Über den Konsum illegaler Drogen / DEUTSCHLANDFUNK KULTUR 2022
- Alles Bio? – Doku über die Kontrolle ökologischer Lebensmittel / NDR 2021
- "Frei weg!" – Oder wieso ich das Rudern liebe / DEUTSCHLANDFUNK KULTUR 2021
- Legal Highs – Drogen im Onlinehandel / NDR 2020
- Jenseits des Ponyhofs – Verliert ein eingeschränktes Leben seinen Wert? / DEUTSCHLANDFUNK KULTUR 2020
- Der, die oder das Gender? – Eine Erkundung mit Schauspielstudierenden / NDR 2019
- Abschied vom Faktor Mensch – Selbstfahrende Autos und die Moral der Algorithmen / Produktion NDR 2016
- Paragrafen baden nicht – Ralf Steeg und sein Kampf für eine saubere Spree / DEUTSCHLANDFUNK 2016
- Nach Hause gehen – Eine Heimatsuche / DEUTSCHLANDRADIO 2016
- Der Teufel hat Ärger – Die wundersame Wandlung des liberianischen Warlords Joshua Milton Blahyi / NDR/WDR 2015
- Im Grenzbereich – Eine deutsche Chirurgin im Nothilfeeinsatz im Süd-Sudan / DEUTSCHLANDFUNK/BR 2015
- Die Liebe zum Standard – Feldforschungen in der Welt der Kaninchenzüchter / SWR 2014
- West Point, Monrovia – Unterwegs in einem der gefährlichsten Slums Westafrikas / DEUTSCHLANDFUNK 2014
- „Ich bin gebaut von Eisen.“ – Begegnungen in einem israelischen Elternheim / DEUTSCHLANDFUNK/NDR 2014
- Leck in der Steueroase / NDR 2014
- Welcome to Luckenbach – Vom Zustand der texanischen Seele / DEUTSCHLANDFUNK 2013
- Die makellose Professionalität des Andrej Smolenskij – Vom alltäglichen Leben in Transnistrien / NDR/DEUTSCHLANDFUNK 2013
- Made in Moldova – Vom Nierenhandel in Europa / NDR/DEUTSCHLANDFUNK 2012
- Mein Bruder und sein Dorf – Wie man vom Jazz leben kann / DEUTSCHLANDFUNK 2012
- Herr Meyer fährt jetzt fern … – … und erzählt aus seinem Verbrecherleben / NDR 2011
- Global-Tex – Ein T-Shirt auf Reisen / NDR/SR 2009
- Ganz am Rand und bald am Ende – Ein Inupiat-Dorf versinkt im Polarmeer / DEUTSCHLANDFUNK 2009
- Männer dürfen auch mitmachen – Ein Frauenverband in Sambias Ostprovinz / DEUTSCHLANDFUNK 2008
- Die 20 Prägungen der gebrochenen Kirschblüte –   Japans jüngste Autorinnen / SWR 2008
- Der Weltgerechtigkeitsbasar Der Fall „Bhutan“ und der Menschenrechtsrat der Vereinten Nationen / DEUTSCHLANDFUNK/NDR 2007
- Egal wie weit der Weg ist – Bei den Maoisten in Nepal / DEUTSCHLANDFUNK/WDR 2007
- Kalis Chaos – Überleben in Kolkata / NDR 2007
- Ararat / NDR 2006
- „Der hat weder Freiheit noch Sicherheit verdient…“ – Der USA-Patriots Act und die Indianer / DEUTSCHLANDFUNK 2004
- Koka ist kein Kokain – Von der Heilpflanze zur Partydroge / NDR 2004
- Eingesperrt – Stimmen aus einer gesicherten Welt / DEUTSCHLANDRADIO-Kultur 2004
- Mein Freund der Löwe – Die Sikhs im nordindischen Punjab / NDR 2003
- Living on the Edge – Eine Nacht in Tel Aviv / WDR 2000

Filmdrehbücher
- Was bin ich wert? Dokumentarfilm von Peter Scharf, Deutschland 2014.

Dramen
- Du sollst den Wald nicht vor dem Hasen loben. UA: 28. Januar 2015, Badisches Staatstheater Karlsruhe
- Der frühe Hase fängt die Axt. UA: 10. April 2015, Staatstheater Nürnberg
- Melken. UA: 17. Januar 2016, Nationaltheater Weimar
- Höhenrausch. UA: 7. Oktober 2017, Staatstheater Nürnberg
- Melken. UA: 17. Januar 2016, Nationaltheater Weimar
- Restleben. UA: 6. September 2018, Nationaltheater Weimar[7]
- Vom Wert des Leberkäsweckles. UA: 3. Dezember 2022, Landestheater Tübingen

## Auszeichnungen
- 2008: Robert-Geisendörfer-Preis der EKD in der Kategorie Hörfunk für seine Rolle als Autor von Der Weltgerechtigkeitsbasar. Der „Fall Bhutan“ und der Menschenrechtsrat der Vereinten Nationen
- 2012: Robert-Geisendörfer-Preis der EKD in der Kategorie Hörfunk für seine Rolle als Autor von Herr Meyer fährt jetzt fern
- 2012: Medienpreis der Kindernothilfe
- 2017: Evangelischer Buchpreis für Nach Hause gehen

## Belege
1. ↑  Autorenprofil Jörn Klare. In: freischreiber.de, abgerufen am 10. April 2016.
2. ↑  Annette Langer: Jörn Klares Buch „Als meine Mutter ihre Küche nicht mehr fand“. In: Spiegel online. 21. November 2012, abgerufen am 10. April 2016 (Artikelanfang frei abrufbar).
3. ↑  „Man muss nicht alles wissen“, sagt die Mama. In: Deutschlandradio Kultur. 9. Januar 2013, abgerufen am 10. April 2016.
4. ↑  Tobias Becker: Jörn Klares Drama: „Du sollst den Wald nicht vor dem Hasen loben“. In: Spiegel online. 19. Januar 2015, abgerufen am 24. November 2016 (Artikelanfang frei abrufbar).
5. ↑  „Heimatsuche ist ein Luxusproblem, wenn man mit Flüchtlingen spricht“. In: Deutschlandfunk. 18. März 2016, abgerufen am 10. April 2016.
6. ↑  Autorentheatertage 2017. In: deutschestheater.de, abgerufen am 12. September 2018.
7. ↑  Michael Laages: „Restleben“ – Jörn Klares dystopisches Drama in Weimar. (mp3; 4,8 MB; 5:06 Min.) In: dradio.de. Deutschlandradio, 7. September 2018, archiviert vom Original (nicht mehr online verfügbar) am 12. September 2018; abgerufen am 6. Mai 2019 (Reihe Kultur heute).

| Personendaten    | Personendaten                          |
| ---------------- | -------------------------------------- |
| NAME             | Klare, Jörn                            |
| KURZBESCHREIBUNG | deutscher Journalist und Sachbuchautor |
| GEBURTSDATUM     | 1965                                   |
| GEBURTSORT       | Hohenlimburg                           |